# Catocala texarkana
Catocala texarkana är en fjärilsart som beskrevs av Lincoln Pierson Brower 1976. Catocala texarkana ingår i släktet Catocala och familjen nattflyn. Inga underarter finns listade i Catalogue of Life.